# Herrenhandtasche

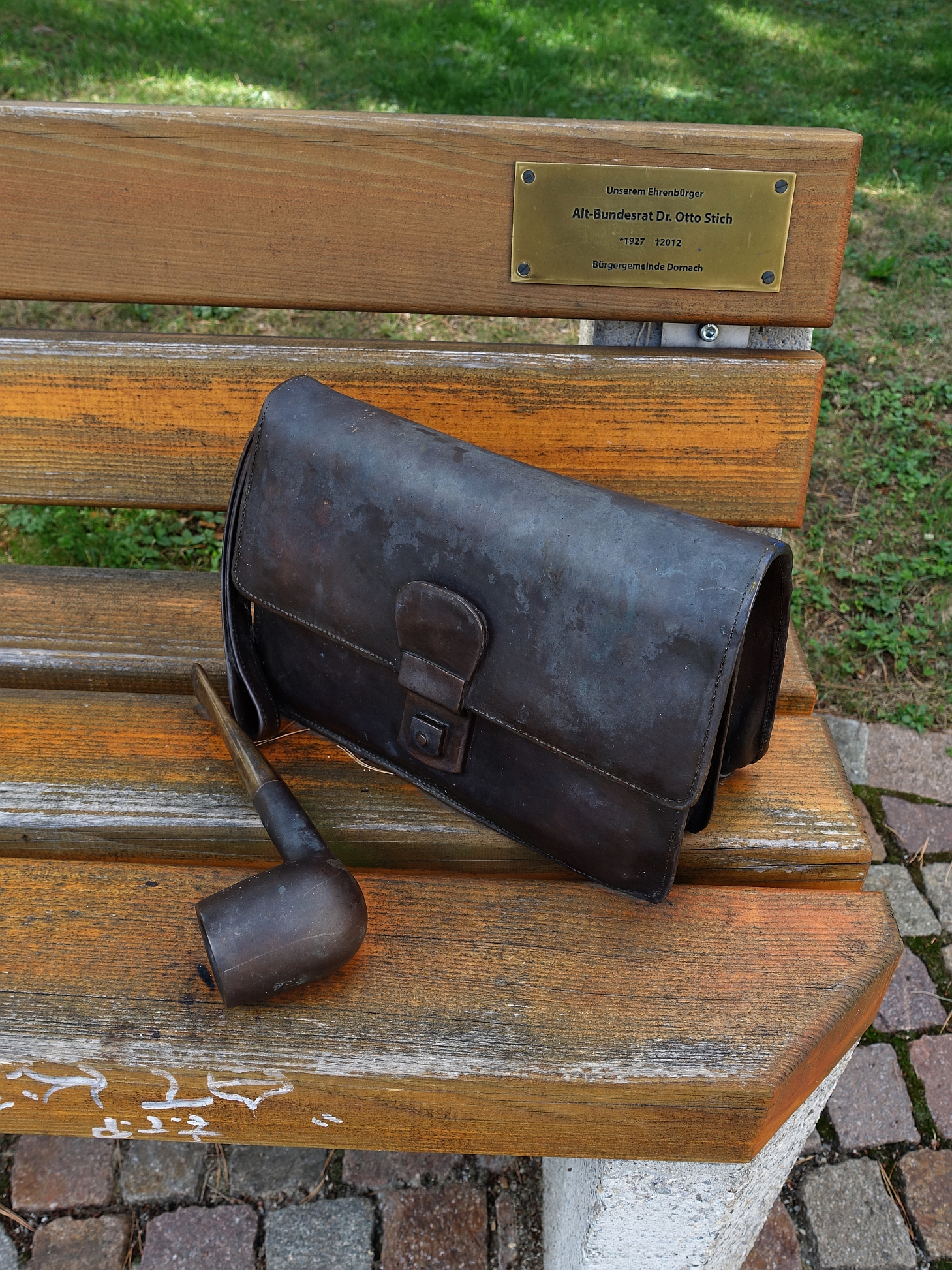
Herrenhandtasche

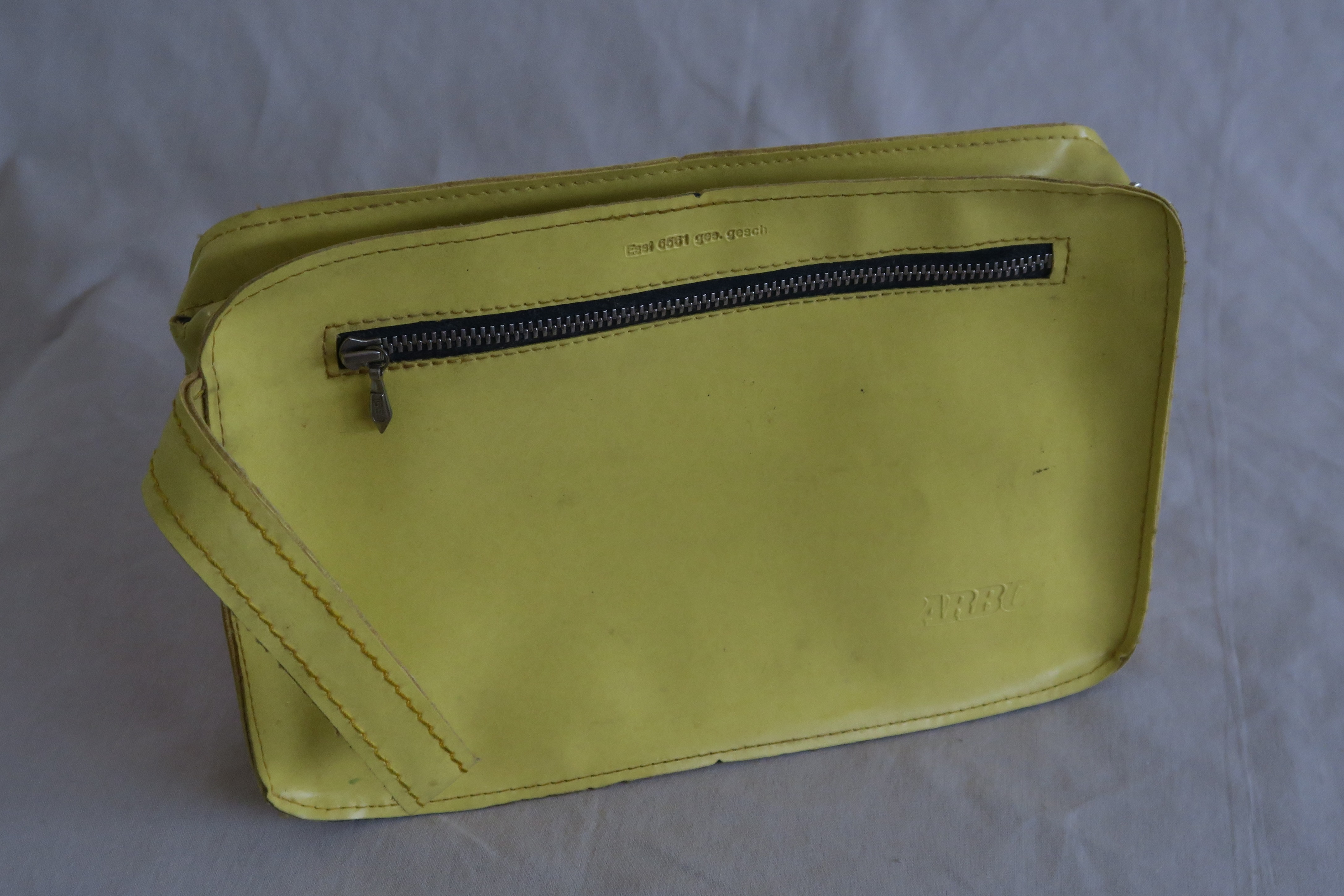
Kunstleder Herrenhandtasche 1970

Als Herrenhandtasche, auch Murse (für engl. man-purse) genannt, ist eine von Männern verwendete Variante der Handtasche.
Herrenhandtaschen basieren in ihrer Gestaltung nicht auf den von Frauen verwendeten Handtaschen; vielmehr sind sie eher als vergrößerte Brieftaschen mit erhöhter Anzahl von Fächern konzipiert. Hergestellt werden sie zumeist aus Leder, Kunstleder oder Kunstfasern. Eine Halteschlaufe dient üblicherweise zum Tragen der Tasche am Handgelenk, daher wird sie auch Herren-Handgelenktasche genannt. Schulterriemen finden seltener Verwendung.
Die Herrenhandtasche kam in der zweiten Hälfte der 1970er Jahre in Gebrauch. Der im Hüft- und Gesäßbereich betont enge Schnitt modischer Herrenhosen jener Zeit erschwerte das Tragen von Brieftaschen in den Hosentaschen oder machte es sogar unmöglich. Die Herrenhandtasche, meist eine Handgelenktasche, sollte als neuartiges Accessoire Abhilfe schaffen. Umhängetaschen gab es nur in speziellen Berufen, wie beispielsweise Meldertasche bei Feuerwehr und Militär, Briefträger, Schaffner, manchmal Kassierer.
Da zuvor nur Damen Handtaschen und Herren höchstens Aktentaschen trugen, wurden Herrenhandtaschen und Handgelenktaschen anfangs als unmännlich empfunden. Erst zum Ende der 1970er Jahre galten sie als etabliert, doch bereits in den frühen 1980er Jahren kamen sie wieder aus der Mode und werden seither nur noch selten verwendet.
Vermehrt in die öffentliche Wahrnehmung zurückgekehrt ist die Herrenhandtasche als charakterisierendes Accessoire der populären Figuren Horst Schlämmer des deutschen Komikers Hape Kerkeling und Erwin Pelzig des Kabarettisten Frank Markus Barwasser.
Ein Sechserträger Bier (Sixpack) wird scherzhaft auch Herrenhandtasche genannt.